# Cavasteron crassicalcar
Cavasteron crassicalcar là một loài nhện trong họ Zodariidae.
Loài này thuộc chi Cavasteron. Cavasteron crassicalcar được Barbara C. Baehr & Rudy Jocqué miêu tả năm 2000.